# 라플라스-P
라플라스-P(러시아어: Лаплас-П, 영어: Laplace-P) 또는 유로파 착륙선(영어: Europa Lander)은 러시아 연방 우주국이 목성계를 연구하고 가니메데에 착륙선을 보내 탐사한다는, 현재 추진 중인 우주 탐사 계획이다.
러시아는 2022년 목성 얼음 위성 탐사선에 자국의 착륙선을 싣고 가는 데 있어 관심을 드러냈지만, 아직까지 라플라스-P 탐사선의 기본적인 개념은 궤도선과 착륙선을 따로따로 보내 탐사하는 방식이다.

## 역사
유로파 착륙선은 2007년 유로파 목성계 임무 - 라플라스의 일부로써 목성과 목성계를 연구하기 위해 2020년대 발사될 예정이었다. 궤도선은 유로파 궤도로 들어가기 전 다른 위성들에 몇 번 접근통과한다. 착륙선은 유로파의 내부 바다를 연구할 계획이었다. 하지만 2011년, 목성의 방사능대에서 나오는 방사능을 피하기 위해 목적지가 유로파에서 가니메데로 변경되었다. 가니메데는 태양계에서 가장 큰 위성이고 위성 내부에 지구의 모든 물을 합친 것보다 더 많은 물을 가지고 있는 바다가 있다고 추측되고 있다.
궤도선은 50kg의 과학 탐사 장비를 싣고 가니메데를 13번, 칼리스토를 4번 접근통과하고, 유로파 착륙선은 70kg의 과학 탐사 장비를 실을 예정이었다.

## 계획

가니메데 내부 구조의 상상도.

라플라스-P 탐사는 목성을 향해 궤도선과 착륙선을 별개로 발사하는 방식으로 진행될 가능성이 높다. 궤도선은 가니메데 주위를 돌고, 착륙선은 가니메데에 착륙할 것이다. 라플라스-P에서 P는 "posadka"(착륙)의 약자이다.
예정된 궤도는 VEEGA(Venus-Earth-Earth Gravity Assist, 금성-지구-지구 중력 도움) 경로를 사용하는 것이다. 두 탐사선 모두 약 50kg의 과학 장비를 실을 예정이다 착륙선은 RTG를 사용하여 전기를 만들고, 궤도선은 RTG와 태양 전지를 같이 사용한다. 만약 착륙선이 목성 얼음 위성 탐사선과 같이 발사된다면, 궤도선은 생략될 수도 있다.
가니메데 표면의 방사선은 상당히 온화한 편이다. 한편, 가니메데 중력 변수(887.8 km3/с2)는 유로파보다 궤도에서 착륙선을 내려보내기 더 어렵게 만든다.

## 같이 보기
- 가니메데